# Fejér György (teológus)
Fejér György (Keszthely, 1766. április 23. – Pest, 1851. július 2.) római katolikus pap, teológiai doktor, prépost-kanonok, történettudós és az Egyetemi Könyvtár igazgatója. Fő műve a 42 kötetes latin nyelvű Codex diplomaticus Hungariae ecclesiasticus ac civilis.

## Élete
Fejér Mihály ácsmester és Keresztes Katalin fia volt. Apja a Festetics grófok uradalmi ácsmestere volt, akinek tizenegy gyermeke közül tíz a himlőben meghalt. Fejér György szintén megbetegedett, de életben maradt. Egészen fiatalon – szüleinek tudta nélkül – ment iskolába, és kezdett tanulni. 1775–1776-ban lépett a gimnáziumba. Apjának egy kivágott fatörzs összezúzta lábszárát, ami 1776. január 7-én a halálát okozta.
György 1779-ben Pestre került és 1783–1785-ben Budán és Pesten bölcselethallgató volt az egyetemen. Itt Katona István és Koppi Károly tanárok fejlesztették hajlamát és előszeretetét a magyar történelem iránt. 1785-től 1790-ig teológiát tanult Pozsonyban, hol az 1786–1787. tanévben a német nyelv tanulását is kötelezővé tették a növendékeknek. Szabadidejében franciául tanult. II. József császár halála után június 1. a növendékpapokat elbocsátották, a szeminárium megszűnt. Mint a székesfehérvári egyházmegye növendéke, 1790-ben pappá szentelték.
Pappá szentelése után a Festetics és Ürményi családoknál magántanító lett. 1796-tól káplán volt Székesfehérvárott három évig és plébános Nagykovácsin tizenkettőig. Közben 1802-től a székesfehérvári papnevelő intézetben a dogmatikát tanította. 1808-ban a pesti egyetemen teológiai tanár lett. Amikor búcsút vett Nagykovácsitól, 2500 forintos kötelezvényt engedett át a templom javára, a plébánia-épület megújítására 600, a tűz által károsult községnek pedig 600 forintot adott, és azoknak, kik neki tartoztak, mintegy ezer forintot elengedett; utódjának harminckilenc esztendeig évenként harminc forintot hagyott; ezenkívül ezer pengő forintról úgy rendelkezett, hogy ennek kamatját (60 pengő forint) évenként a nagykovácsi szegények szétosszanak.
1818-tól 1824-ig Győrött mint iskolai s tanulmányi királyi főigazgató, királyi tanácsos és a boldogságos szűzről címzett pestújhegyi prépost működött. 1822-ben meghívták a Pozsonyban tartott nemzeti zsinatra, hol több tanácskozáson vett részt. 1824-ben a pesti egyetem könyvtárának igazgatójává nevezték ki. Közben, 1832–1833 és 1834–1835-ben a dogmatika helyettes tanára is volt; emellett misézett, temetett és a prédikációkat tartott. Több esztendeig ő volt az érseki biztos a városi ifjúság próbatételein. 1840-ben nyert kanonoki címet. 1843 áprilisában vált meg a könyvtár vezetésétől, nyugalomba vonult, de azután is Pesten lakott. Így ír önmagáról Az ember kiformáltatása című munkája (Buda, 1835) előszavában:
„Az igazságot nyilt szemmel nyomozni és bátran védeni; a hamist cáfolni, a kétest eligazítani, a bizonyost kitüntetni, közérthetőleg szólani; nemzeti literaturánk egy hiányát pótolni: ez volt célom.”
Mivel a keleti népekkel kapcsolatban több munkát írt, az osztrák titkosrendőrség súlyosan megfenyegette. Szilasy János szavaival: "élete utolsó két évében is több munkát adott ki, melyek közül kettő oly nagy figyelmet gerjesztett, hogy talán csak igen agg kora, s nagyon elgyengült állapota menté meg nagyobb veszedelemtől. az 1851. február 7-i keltezésű munkája, ha napvilágot lát, csak bajokat vala neki szerzendő (...) nem vala magát képes jelen körülményebe illőleg belehelyezni. azért utolsó irományai feddést és fenyegetést vontak maguk után.
Végrendeletében a keszthelyi árvák számára 46 ezer forintot; az ottani iskolának ösztöndíjakra 4000 forintot, ugyanazon célra a győrinek kétezer forintot hagyott; a vakok pesti, a süketek váci s az árvák pesti intézetéről már előbb intézkedett. Emlékbeszédet Toldy Ferenc mondott fölötte 1865. július 3. az egyetem nagy termében.
Arcképe olajba festve a budapesti egyetem birtokában; rézbe metszve 1820-ban Passini János által (Tudományos Gyűjtemény 1820. VI. k. mellett), ugyanaz Schwerzig Pál által 1853-ban Pesten újranyomtatva Szilassy János, Fejér György életrajza mellett.

## Munkái
1. Ode in diem onomasticum ill. dni Antonii Vörös de Farad sup. studiorum directoris. Pestini, 1784.
2. Lessus in obitum Joannis Ikervári concivis coalumnique sui. Pestini, 1785.
3. Onomasticon Joanni Horváth physices professori votivum. Pestini, 1786.
4. Piae gratiae ill. ac rev. d. Andreae Szabó, dum seminario generali posoniensi valediceret… 1788.
5. A tisztességre vágyódik, vigj. Pozsony, 1789. (Latin kéziratból ford. és megváltoztatva kiadta; előadták a pozsonyi növendék papok.)
6. Mélt. és főt. Séllyei Nagy Ignácz úrnak, Székes-Fejérvár első püspökének emlékezete Sz. András havának 12. napján 1789. Pozsony, 1789. (Költemény.)
7. Ostermayer Ferencz nevenapjára köszönet a pozsonyi nevendékpapság nevében… 1789.
8. A Hadi Tudósítások iróihoz. (Görög Demeter és Kerekes urakhoz) Örvendezés. 1789. Bécs.
9. Dohánytermesztésről való rövid oktatás… Pozsony, 1790.
10. Székesfejérvári megyének öröm napja midőn mélt. Milassin Miklós fejérvári püspök püspöki székébe bé-lépne. Pest, 1790.
11. A kisdedek vallásbeli oktatása… Pozsony és Pest, 1790. (Seiler Frigyes György német munkája után.)
12. Herczeg Battyányi József cardinális és primás ő eminentiájának esztergomi főispánságba ujonnan magasztaltatására. Pozsony, 1790. (Alkaikus vers.)
13. Az öreg fösvény Zsugori, vigj. a mulatságokban gyönyörködőknek kedvekért kiadatott. Pozsony, 1790. (F. Gy. jegygyel, latin kéziratból ford. és megváltoztatta; előadták Pozsonyban a növendékpapok.)
14. A nevelők, nézőj. Pozsony, 1790.
15. A mennyei gondviselésről: midőn az ellenség hazánk határihoz közelítene. Pest, 1795.
16. Viszontagságaink okairól, s eltávoztatásokról, ellenség által szorongattatásunkkor. Pest, 1795.
17. A jubileumi bucsuról, ennek tartása alkalmatosságával. 1795. Pest.
18. Pünkösd után negyedik vasárnapi közönséges ájtatosságra alkalmazott beszéd, Pest városának fő plébánia-templomában. Pest, 1796. (Buzditó beszéd a francziák ellen.)
19. A keresztényi hazafiúságról hadi segedelem kivántatásakor. Pest, 1796.
20. Az alamizsnálkodásról a pesti polgári ispotály ünnepén. Pest, 1799.
21. A keresztények czéljáról. Nagyasszonyunk ünnepén. Pest, 1800.
22. Minden ő benne bizóknak oltalmazója, hazánk első királya: Szent István. Hirdette ünnepe napján a budai udvari templomban… Buda, 1800.
23. Pest szab. kir. várossa ispitályának pünkösd-hétfőn eső ünnepére alkalmaztatott beszéd az alamisnálkodásról. Buda, 1800.
24. Mi végre valók a templomok? A lelki uj templom felszentelése alkalmatosságával előadta… Buda, 1802.
25. Nagy Asszonyunk nagyérdemű erkölcsei. Fejtegette sátorosünnepe napján Válban… Buda, 1803.
26. Makula nélkül való tükör, vagyis: az Úr Krisztus Jézus, és Szent Anyjának Máriának életök. Átdolgozta… Buda, 1805.
27. A keresztényi jótevőségről. Pesti ispita ünnepén. Pest, 1805.
28. A fő méltgú legkegyelmesebb Ürményi József úrhoz, ország főbirájához, midőn ezen fényes hivataljába lépne 1806. eszt. Buda. (Költemény.)
29. Ájtatos imádságok a keresztény katholikusoknak lelki hasznokra. Buda, 1806.
30. Officium Rákoczianum, seu varia pietatis exercitia hominis catholici. Buda, 1806.
31. Az emberi méltóságról. A pesti ispita javára. Pest, 1806.
32. Pest szabad kir. város főtemplomában tartatott beszédek. I. rész. Buda, 1806. II–IV. rész. Pest, 1811.
33. Áhitatos imádságok és énekek. Buda, 1806.
34. Hálaadás az országosan öszvegyült rendekhez, hogy magyar nyelvünket nemes magyar hazánk jobbvoltára tulajdon méltóságába iktatták 1807. eszt. 30. Mindszent-havában. Buda, 1807. (Költemény.)
35. Anthropologia vagy is az ember esmértetése. Buda, 1807. (Ism. Erdélyi Múzeum IV.)
36. Liliom-kert. Buda, 1807. (Imádságos könyv.)
37. Lelki fegyverház. Buda, 1808. (Imádságos könyv.)
38. Az ember kimiveltetésének első része. Az ember formáltatásáról. Pest, 1809.
39. Pest szab. kir. városa felfegyverkezett polgárihoz tartatott beszéd a polgári hivségről s hivatalbéli engedelmességről felszentelt zászlóikhoz hiteltetésök alkalmatosságával. Pest, 1809.
40. A szent irásbeli történetek mind a két testamentom szerént a normális iskolák számára. Buda, 1809.
41. Ányos Pál árnyékához. Pest, 1809. (Költemény.)
42. Jutalomra érdemesitett értekezés egy magyar tudós társaság legkönnyebb s leghelyesebb felállításáról. Pest, 1809.
43. Az ember kiformáltatása gondolkodó erejére nézve. Vagyis közhasznú logika. Pest, 1810.
44. Oktatás a pamuktermesztésről Buda, 1810. (Lastryrie Károly Filibert munkájából németre ford. Mitterpacher Lajos, magyarra F. Gy.)
45. Egy kétszázezeres hagyománynak legalkalmatosabb elrendeltetése iránt megjutalmazott felelet. Bécs, 1810.
46. Institutiones theologicae ac dogmaticae. Buda, 1811. Hét kötet. (2. kiadás. Pest, 1815. 3. jav. és bőv. kiadás. Bécs, 1819–20. hét kötet.)
47. A keresztény hazafi képe: boldogult Marczibányi István. Buda, 1811.
48. Oktatás a gyümölcsfa nevelésről. Buda, 1811. (Heintl Ferencz után magyarázta saját tapasztalásából.)
49. Az itthoni és külföldi juharfa miveltetése és használtatása nedvéből czukor-szerzés végett az austriai birodalom javára irta Waldberg Theobald. Magyarázta Fejér György. Buda, 1811.
50. Közönséges czéhbeli czikkelyek, a mesterség üzés végett való társaságok és czéhek számára. Buda, 1813. (Névtelenűl.)
51. Szentek élete. Buda, 1813.
52. De sorte parvulorum ante susceptum baptismum vita hac eruptorum disquirit… Buda, 1813. (2. kiadás. Buda, 1815.)
53. A vallásbeli türödelem visgáltatása azon egy szóra a maga idejében, melyet annak gyarapodására mondott Rév-Komáromban 5. jun. 1814. Kalmár József prédikátor. Pest.
54. Dicső szent Anna élete és tisztelete. Buda, 1814.
55. Onomasticon excell., ill., ac rev. dni Stephani e liberis baronibus Fischer, agriensis arch. episcopi… in ecclesiam ac regnum Hungariae meritis sacrum. Buda, 1815.
56. A szegényekkel jótevőségről. Szólott Pest városa ispitáljának pünkösd hétfői ünnepén. Pest, 1815.
57. Institutiones Theologicae. Pest, 1815. (3. kiadás. Bécs, 1820.)
58. Persecutionum primis ecclesiae christianae temporibus adversus fideles suscitatarum causae. Pest, 1815.
59. Tabulas veteris ac novi foederis rite interpretandi lex suprema, quam illustravit… Pest, 1815.
60. Tabulas veteris ac novi foederis rite interpretandi lex catholica, quam adversus interpretis anonymi Viennensis argutias vindicat. Pest, 1816.
61. Mostani és régi nemzeteket, országokat, tudományokat, városokat stb. ismertető Lexikon, melyet szerzett Hübner János, jobbított Sperl Ferencz, bővített Fejér György. Pest, 1816–17. Öt darab. (A Marczibányi-féle 400 váltó frt. jutalomban részesült.)
62. Szent és üdvösséges dolog a templom-építés. Fejtegette a Leopold-városi uj templom felszenteltetése alkalmatosságával 1817. jun. 15. Pest, 1817.
63. Méltgs. ft. Kámánházi László váczi püspök emlékezete, melyet halotti tiszteltetése alkalmatosságával hirdetett azon főtemplomban 1817. ápr. 22. Pest, 1817.
64. A mostani idők szükségeihez alkalmaztatott vasárnapi, ünnepi és alkalmatosságbeli beszédek. Pest, 1817–18. Négy rész.
65. De reverentia legibus debita. Occasione legum juventuti academicae publicatarum. Jaurini 1818.
66. A tudományok encyclopaediája rövid rajzolatban. Pest, 1818. Két rész.
67. A bogáti jeles fabrika… 1818.
68. De ortu et progressu academiae regiae Jaurinensis. Occasione legum juventuti publicatarum. Jaurini 4. nov. 1819. Győr.
69. De educationis publicae in regno Hungariae praecellentia. Dixit occasione legum juventuti academicae Jaurinensi publicatarum. Pestini, 1820.
70. Memoria Georgi Berta, quam recoluit in auditorio academiae regiae Jaurinensis. Jaurini, 1820.
71. Szabad királyi Győr városának megesmértetése. Pest, 1820.
72. A palotai posztó-fabrika… 1820.
73. De institutionis publicae praecellentia. Jaurini, 1820.
74. Scientiae ac religio civium fortunae civitatum. Jaurini, 1821.
75. In vindicias Jahnianas aminadversiones commilitionis. Jaurini, 1822.
76. Franciscus I. imperator Austriae, rex Hungariae princeps pacis. Die natali augusti die, quo icone eiusdem dono cels, principis Caroli Bretzenheim, sala academiae regiae Jaurinensis est condecorata. Jaurini, 1822.
77. Lehet-e van-e egyedül üdvözitő ekklesia?… Pest, 1822.
78. Az óvári főherczegi gazdaságbéli intézeteknek, s a kis-martoni, fraknói s eszterházi jelességeknek leirása. Pest, 1822.
79. Verseghy Ferencz viszontagságos élete, poétai és grammatikai érdemei. Buda, 1824.
80. Ürményi József statusministernek gyásztiszteltetése. Buda, 1825.
81. Néhai fő mélt. és ft. Kluch József nyitrai püspöknek érdemei. Hirdette gyásztiszteltetése alkalmatosságával 1827. pünkösd hava 2. napján. Nagyszombat.
82. Codex diplomaticus Hungariae ecclesiasticus ac civilis. Budae, 1829–44. A három Indexszel együtt negyvenhárom kötet. (Ezen nagy munkájának kiadásában sem a kormány sem a nagyok hazafisága nem támogatta, egyedül előfizetőire támaszkodhatott, de ezek is mindinkább fogytak; midőn tizenhárom év mulva a munka utolsó kötete Albert király halálaig 1440-ig terjedett és azt befejezte, már csak 87 előfizetője volt; a VIII. 6., IX. 6. és X. 3. kötetek ritkák, valószinüleg megsemmisültek, mert ezekből csak mintegy 170 példányt ismerünk; egy teljes példány 1889-ben 550 frtért adatott el.)
83. Decretum originale Andreae secundi quo regnum Hungariae constituit anno 1222. Budae, 1829. (A Codex diplomaticus Prodromusához mellékletkép jelent meg.)
84. Introductio in Codicem Diplomaticum Hungariae. Budae, 1829.
85. De avitis Magyarorum ac Chunorum, Iasonumque Hungariae accolarum sedibus et initiis. Budae, 1830. Online (A Codex diplomaticus VII. 3. kötetéhez.)
86. Henricus Portugalliae comes origine burgundus non hungarus. Budae, 1830.
87. Henrik portugalliai gróf Velenczei Péter magyar király fia volt-e?… Budae, 1830.
88. Mária Krisztus urunk anyja Nagy-Boldog-Asszony. Hirdette ünnepén a pesti híveknek…. Pest, 1832.
89. Praecipua religionis christianae capita illustrata. Budae, 1833.
90. Matrimonium ex instituto Christi Dni. illustratum. Pestini, 1833.
91. Dalmatiae cum regno Hungariae nexus. Budae, 1834. (Melléklet a Codex diplomaticus IX. 3. kötetéhez.)
92. Galliciae et Lodomeriae cum regno Hungaria nexus. Budae, 1834.
93. Historia Academiae Scientiarum Pazmaniae Archi-episcopalis ac M. Theresianae Regiae literaria. Budae, 1835. Online (Ism. Honművész 1836. 33. sz.)
94. Sacramentum ac sacrificium eucharistiae perpetuo totius orbis christiani consensu illustratum; Budae. 1835. Két rész.
95. Memoria Stephani Katona. Budae, 1835.
96. Principium fidei, seu examen rationalismi. Budae, 1835.
97. Az ember kiformáltatása esmérő erejére nézve vagy-is: a közhasznú metaphysika. Budae, 1835. (2. kiadás. Pest, 1843.)
98. Bevezetés a philosophiára vagy is: propaedeutica. Buda, 1836.
99. Dissertationes in res Hungariae veteris historico-criticae. Buda, 1837. Online (A Codex diplomaticus VII. 4. kötetéhez.)
100. De peregrinis nominibus magyarorum avitarum sedium indiciis. Pesthini, 1837. (A codex Dipéldául VIII. 6.)
101. Commentarii historici de Bosniae, Serviae ac Bulgariae tum Valachiae, Moldaviae ac Bessarabiae cum regno Hungariae nexu… Buda, 1837.
102. Honi városainknak nemzetünk kifejtülésére s csinosbulásukra befolyássok. Pest, 1837.
103. Authentia et vis probandi diplomatum… Budae, 1838. (A Codex Dipéldául X. 3.)
104. A szép mesterségek alapvonatokban philosophiai tekéntetből. Budae, 1838.
105. Urunk Krisztus Jézus halottaiból feltámadásának tanuságai. Hirdette husvét napján. Pest, 1838.
106. Reflexiones in scriptores novos rerum veterum hungaricarum, historico-criticae. Budae, 1839. (A Codex dipéldául IX. 3.)
107. Croatiae ac Slavoniae cum regno Hungariae nexus et relationes. Budae, 1839. (A Codex dipéldául IX. 4.)
108. Rationes ecclesiae cath. adversus matrimonia mixta irrestricta. Aug. Vind., 1840.
109. Aborigines et incunabula Magyarorum, ac gentium cognatarum populi Pontici, Pontus. Budae, 1840. (Ism. Athenaeum 1842.)
110. Egyházi fejtegetések mostani szükségekre nézve. Pest, 1841. (I. Mi okokra nézve nem adja anyaszentegyházunk némely vegyes házasságokra áldását? Igazságosak-e a miatt vádoltatásai? II. Tüdős József h. v. lelkésznek urnapi elmélkedésére észrevételek.)
111. Ember-nemesítés, vagy is a természeti erkölcs-tudomány. Pest, 1842.
112. Néhai Lajtsák Xav. Ferencz. nagyváradi deák szertartásu megye püspökének hivataloskodása. Gyásztiszteletére előterjeszté 1843. jul. 18. Buda.
113. De baronibus ac proceribus regni Hungariae. Buda, 1843.
114. De comitatibus regni Hungariae. Buda, 1843.
115. Genus, incunabula et virtus Joannis Corvini de Hunyad, regni Hungariae gubernatoris, argumentis criticis illustrata. Buda, 1844. (A Codex dipl. XI. kötetéhez.) Online
116. Kit és mennyire illet az elhatározhatóság a házasság ügyeire nézve? Pest, 1844.
117. A vegyesen házasulók szabad egyezkedhetése gyermekeiknek religiói neveltetésök eránt. Pest, 1844.
118. Regni per hungaros in Europa stabiliti rationes disquisitae. Introductio in historiam regni Hungariae. Budae, 1845.
119. Religionis et ecclesiae christianae apud hungaros initia. Budae, 1846. (2. kiadás. Pest, 1847.)
120. Jurium ac libertatum religionis et ecclesiae catholicae in regno Hungariae partibusque adnexis codicillus diplomaticus. Budae, 1847.
121. Jus ecclesiae catholicae adversus apostatas. Budae, 1847.
122. A Croyi nemzetségnek III. András királyunk Felicius nevű fiától származtatása historiai gyom. Budae, 1848.
123. Bevezetés a magyarországi historiába. Budae, 1849.
124. A politikai forradalmak okai. Néhány észrevételekkel. Budae. 1850. (2. kiadás Lipcse, 1850. Ism. M. Hirlap 1850. 228, 231. 232. sz.)
125. A kunok eredete. Pest, 1850.
126. A kazarokról. Pest 1851.
127. A polgári alkotmányok fő tulajdonságai. Pest, 1851.

A Tudományos Gyűjteményt alapította és szerkesztette az első évfolyam (1817.) jan.-aug. köteteit.

### Fordított színművei
- Rang és természet vagy a kegyes herczeg, erkölcsi rajzolat 4 szakaszban c. szinművét előadták Miskolczon 1830. márc. 18. és 30.
- ugyanaz Rang és természet vagy szállás megköti a józanészt, erkölcsi szinjáték 4 felv. c. Pécsett 1837. május 17-én adták elő
- A világ hangja és szivjósága, erkölcsi játék 4 felv. Ziegler után ford., előadták Miskolcon 1831. december 29-én

### Megjelenések
Költeményei és cikkei a következő folyóiratokban, évkönyvekben és hírlapokban jelentek meg:
- Orpheus (1790. ódák).
- Mindenes Gyűjtemény (1789–90. M. generalis Orczy Lőrincz emlékezete, Racine franczia munkáinak magyarra fordítása iránt levele sat.)
- Helikoni Virágok (1791. ódák)
- Tudományos Gyűjtemény (itt Y. jegygyel is, 1817. I–III. A nemzeti kulturáról közönségesen és a magyar nemzet kulturájáról különösen, Magyarország statistikai bővebb ismertetése,
  - II. Számadás az irás módjáról,
  - III. A keszthelyi Helikon, sat. 1818. I. II. Tudományok Encyclopaediája rövid rajzolatban,
  - V. Észrevétel a szépirás módjáról, Statistikai jegyzetek Magyarországról,
  - IX. A magyarországi hadakozás- és bandériumoknak rövid ismertetése,
  - XI. Vadasi Jankovich Miklós gyűjteményéről,
  - III. IV. VII. Magyarország statistikai ismertetésére szolgáló jegyzetek,
  - VI. Régi Székesfejérvárról jegyzetek,
  - X. A pesti m. kir. Universitás literaturai érdemei,
  - 1820. IV. Nagy-Győr jelességei,
  - IX. Molnár Ker. János érdemes élete,
  - X. A bell-lancasteri tanítás-módról,
  - XI. A nemességről sat. 1821. I. A magyar-óvári gazdasági tanítóintézet,
  - III. A nemzeti iskolák helyes elrendeléséről,
  - V. A magyar városokról,
  - VIII. könyvism. 1823. I. A philologiára egy tekintet,
  - IX. Rajnis József emlékezete, Baranyai Ferencz Esztergomot Székesfejérvár felett magyar királyaink lakhelyének hibásan állítá, ** 1824. II. A Balatonról és Tihanyról,
  - III. Utazásbeli jegyzetek Ovár-, Kismarton-, Fraknó- és Eszterházáról,
  - VII. Brassói Miller Ferdinánd Jakab emlékezete,
  - 1825. II. Könyvism., VII. A magyarok régi lakhelyeiről,
  - 1826. II. A magyar szent koronának Bécsből jelentett származása iránt észrevételek, IV. Kálmán királyunk I. Gejza és nem szent László fia volt,
  - 1828. IV. Vélemény Henrik portugalliai gróf eredetéről,
  - VI. Béla királyunk jegyzőjének koráról és Horvát István észrevételeire észrevételek, Magyarországi okleveles gyűjtemény szükséges,
  - IX. Horvát István észrevételeire észrevételek Henrik portugalliai gróf eredete iránt,
  - 1829. VIII. Az ó-budai maradványok római héfürdők düledéki-e?
  - X. A rubenprei és evenbergi herczeg-ház Árpád fejedelmünk férfi-ágából származott-e?
  - 1835. VIII. Könyvbirálat, XI. Hermes Györgynek és philosophiai új rendszerének rövid ismertetése,
  - XII. Kant Immanuel és Hermes György philosophiai rendszereiknek rövid ellenbevetése,
  - 1836. I. Fichte, Schelling és Hegel philosophiai rendszereiknek a Hermesével egybevetése,
  - II. Harmadik Béla királynak meghivatása a szent föld szabadítása végett,
  - III. A Hermes philosophiai új rendszere ellen vetett nehézségek eligazíttatnak,
  - IV. Az uj philosophia és annak kezdője Cartesius,
  - V. Leibnitz Gottfr. Wilh. ecclecticismusa,
  - VI. Wolf Christian dogmatismusa, Gejza herczegünk fiának első királyunknak Stephan vagy Salamon volt-e igazi neve? (Ugyanezen kérdés megfejtése a Hasznos Mulatságok 1836. I. és 1837. I.)
  - 1837. VI. Kant Immanuelnek és Kritikájának ismertetése,
  - VII. Az Isten valóban lételének bizonyítása,
  - VIII. Az álomban járásról és világosan látásról,
  - X. A philosophia állapota az első nyolcz században,
  - XI. A legujabb philosophia Schelling Fridrik Wilhelm rendszere után,
  - 1838. II. Könyvism.,
  - III. Ismereteink igazságának fundamentomáról,
  - VI. A vaticanumi levél- és kézirattároknak, s nehány Magyarországot érdeklő okleveleknek és irományoknak ismertetése,
  - IX. Az 1738. történetek töredékei,
  - X. Hammer-Purgstall József értesítése iránt a magyarok ősi lakhelyéről s költözködéseiről észrevételek,
  - 1839. VII. A magyarországi ruthenok eredetéről,
  - IX. A chiunnu, hiunnu és hun vagy kun népek ugyanazonok voltak-e?
  - X. Igaz-e, hogy a turkomannok és törökök magyar ivadékok?
  - 1840. I. Igaz-e, hogy Henrik portugalliai gróf magyar eredetű volt?
  - III. Igaz-e, hogy Székesfejérvár fejér szinétől vette nevezetét?
  - VII. Igaz-e, hogy a horvát nép és nyelv valóságos illyr nép és nyelv?
  - XII. Igaza van-e Kiss Bálintnak?
  - 1841. II. Könyvism.,
  - III. Bosnia ismertetése sat.),
- Hazai s Külf. Tudósítások (1837. I. 4. sz. Petrus Stephani protoregis sororis filius e stirpe Arpadiana virili haud satus),
- Literaturai Lapok (1837. 14–17. sz. Észrevételek a honi városainkat illető előbbi értekezésre következett vizsgálódások után),
- Századunk (1839. 72. 83. sz. Igaz-e, hogy Kálmán Szent László és nem Gejza királyunk fia volt?
  - 1841. 31. sz. Még egy szó a maga idején a vegyes házasságokról),
- Hirnök (1841. 42. sz. Üdvözlet a Békeszó protestáns irójához),
- Egyházi Tudósítások (1842. II. 8. sz. Visszatorlás B. J. visszatorlási iratára),
- Religio és Nevelés (1846. I. 39. sz. Visszaemlékezés a pozsonyi közönséges papnevelő-házra).